# Los Salias
Los Salias é um município da Venezuela localizado no estado de Miranda.
A capital do município é a cidade de San Antonio de los Altos.